# Rio Sweetwater (Wyoming)
O rio Sweetwater (em inglês:  Sweetwater River) é um afluente do rio Platte Norte, de 283 km de comprimento, e que corre no estado do Wyoming. Nasce na parte sul da Cordilheira Wind River, na parte central do estado de Wyoming, no sudoeste do condado de Fremont. Nasce na vertente oriental da divisória continental da América do Norte, perto do monte Nystron (3766 m).
Corre por zonas montanhosas, na direção sul, pelo fundo de um vale muito encaixado, descrevendo muitos meandros. Recebe as águas do rio Sweetwater Este (East Sweetwater River), e vira na direção ESE, entrando no condado de Fremont e passando perto de South Pass (passo Sul, a 2300 m de altitude), um amplo passo de montanha da divisória continental, situado a sul do rio e a uns 15 km, também a sul, da localidade de South Pass City.
Vira para leste até Jeffrey City, quase a única localidade ao longo de todo o seu percurso (com apenas 106 habitantes no censo de 2000). Depois, no sul do condado de Natrona, o rio passa pela Devil's Gate («porta do Diabo») e perto de Independence Rock (rochedo da Independência, uma grande rocha de granito de 59 metros de altura) que foram dois marcos nas rotas dos imigrantes. Finalmente, desagua no rio Platte Norte numa zona em que está represado, num braço da albufeira da barragem Pathfinder.
Comerciantes de peles e exploradores como Jedediah Smith e Thomas Fitzpatrick exploraram a região em 1824, redescobrindo rotas que Roberto Stuart da Expedição Astor tinha tomado 11 anos antes, em 1813.
Em 1843 o vale do Sweetwater era uma rota regular para o transporte de bens como água, alimentos e combustíveis, necessários para as rotas de imigração como a rota do Oregon, a rota da Califórnia e a rota Mórmon ao longo do Wyoming.

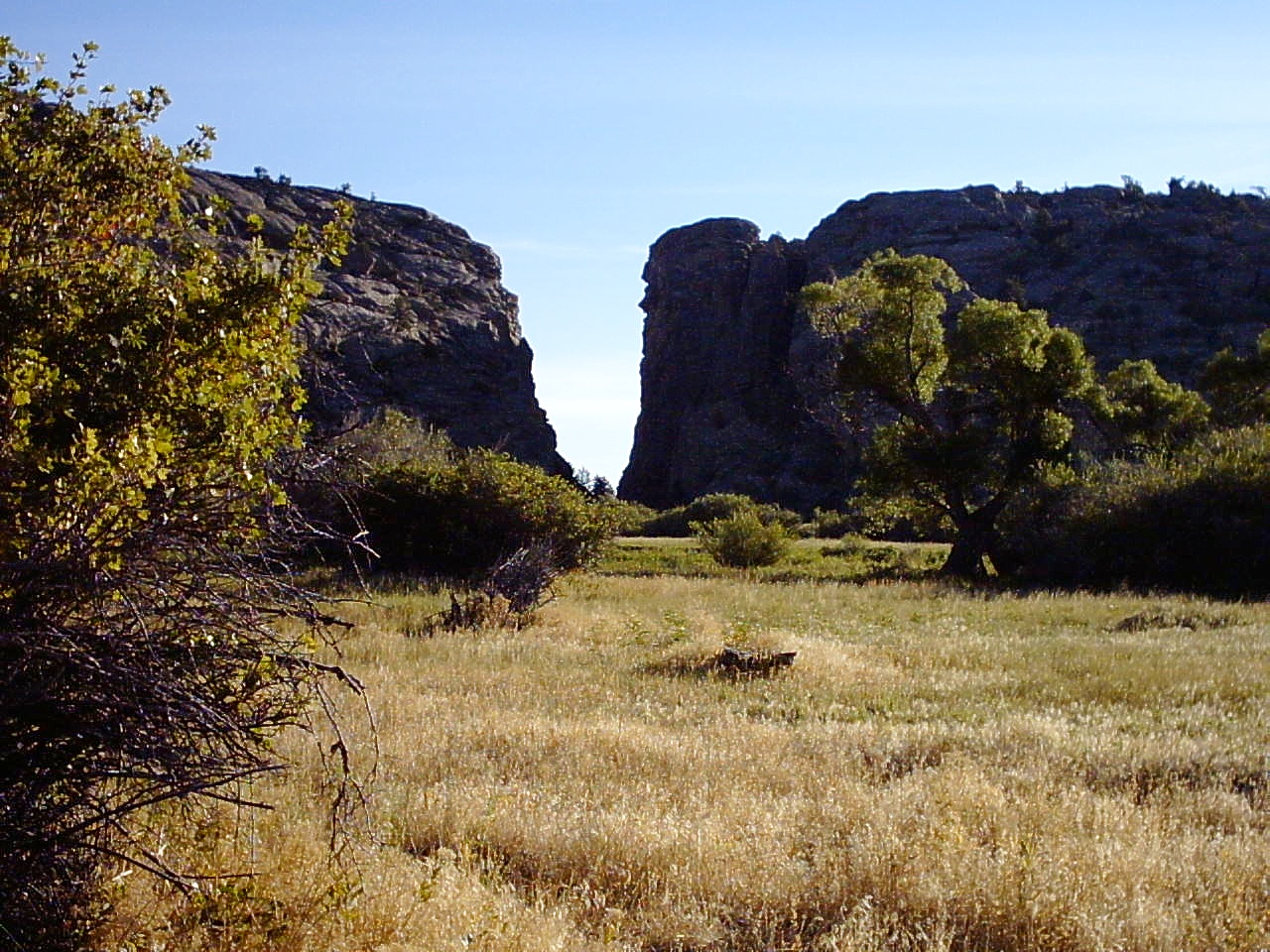
A Devil's Gate (Porta do Diabo), no vale do Sweetwater